# Percy Pitt
Pour les articles homonymes, voir Pitt.
Percy Pitt 
(Londres, 4 janvier 1870 - Londres, 23 novembre 1932),
est un compositeur, chef d'orchestre, pianiste et organiste britannique.

## Biographie
Pitt étudie au conservatoire de Leipzig, puis à Munich avec Joseph Rheinberger.
Revenu en Angleterre en 1893, il a divers postes d'organiste et de chef de chœurs avant de devenir chef de chœur pour le Royal Opera House (Covent Garden) en 1906.
En 1908, il co-dirige avec Hans Richter, l'intégralité du Ring de Richard Wagner, dans une traduction anglaise : 
c'est une première anglaise –  précédant celle de Thomas Beecham et Albert Coates – alors remarquée.
Il est ensuite chef d'orchestre du Beecham Opera company (en) de 1915 à 1920.
Puis, en 1920, il devient le directeur de la Compagnie de l'Opéra national britannique (en).
En 1924, il retourne au Royal Opera House mais cette fois-ci en tant que chef d'orchestre principal.
Enfin, il couronne sa carrière en prenant la direction musicale (General Musical Director) de la BBC de 1926 à 1930, poste auquel Adrian Boult lui succède.

## Œuvre
Jusqu'à l'orée du XXe siècle, Pitt est avant tout célèbre pour ses compositions finement ouvragées. 
Bien que la plupart des compositions de Pitt aient été exécutées de son vivant, tout n'a pas été publié et les partitions publiées n'ont pas toutes reçu un numéro d'opus.
La plupart l'ont été par la maison Augener & Co. (en), qui publie aussi à l'époque Frank Bridge, Frederick Delius et John Ireland.

## Compositions
Parmi ses compositions avec numéro d'opus :  
- Op. 1 : Bagatelles, pour violon et piano
- Op. 4 : Silhouettes (first set), trois morceaux pour piano. (1895) Orchestration par le compositeur (1907?)
- Op. 5 : Hohenlinden, cantate pour chœur d'hommes et orchestre, sur un texte de Thomas Campbell, London, Novello (vers 1889)
- Op. 8 : Aquarelles, pour violon et piano
- Op. 9 : Le Sang des Crépuscules : prélude symphonique, pour orchestre, d'après le recueil éponyme de Charles Guérin (1895[1]-1900)
- Op. 11 : Miniatures, trois morceaux pour piano, London, Augener & Co. (1894)
- Op. 14 : Pensées Fugitives, pour piano
- Op. 16 : Impressions, trois morceaux pour piano (1895)
- Op. 17 : Ballade pour violon et orchestre (ou violon et piano) (1900)
- Op. 18 : Three Romantic Pieces, pour violoncelle et piano (1896)
- Op. 20 : Modern Suite (Suite de Ballet), pour orchestre (1896)
- Op. 21 : Coronation March, pour orchestre
- Op. 22 : Concertino pour clarinette et orchestre (1897)
- Op. 24 : Fêtes Galantes, miniature , suite pour orchestre d'après Paul Verlaine (1896)
- Op. 26 : Cinderella, a musical fairy tale, pour deux pianos, London, G. Ricordi & Co. (1899)
- Op. 27 : Four Little Songs, pour voix et piano
- Op. 29 : Harmonies d'Automne, pour piano (1899)
- Op. 33 : Genre-Pictures, pour piano (1900)
- Op. 34 : Trois poésies, pour voix et piano.
- Op. 35 : Paolo et Francesca, Symphonic Impressions, pour orchestre - musique de scène pour la tragédie de Stephen Phillip (1902)
- Op. 37 : Silhouettes (second set), pour piano, London, Augener & Co. (1902)
- Op. 39 : Five Sketches pour piano (1903)
- Op. 39 : Serenade, pour petit orchestre
- Op. 41 : 3 pièces pour violon et piano, Schott
- Op. 44 : 3 chants, pour voix et piano (1914)
- Op. 45 : 4 pièces, pour piano (1907)
- Op. 52 : Suite de ballet, pour orchestre (1901)
- Op. 54 : Some Impressions and an Epilogue, pour piano

## Sources
- (en) Cet article est partiellement ou en totalité issu des articles intitulés en anglais « Percy Pitt » (voir la liste des auteurs) et  « List of compositions by Percy Pitt » (voir la liste des auteurs).